# بونيني
كان الإله الرافديني القديم بونيني، والذي نُقش في النصوص المسمارية السومرية باسم د ḪAR ولفظيًا د -بوني-ني، تابعًا ووزيرًا أو سائق عربة للإله الشمسي شمش، الذي كان يقوده من الأفق الشرقي عند الفجر إلى مدخل الجزء الداخلي من السماء في الغرب عند الغسق في طقوس يومية. مثل سيده شامش، كان لدى بونيني مزار، وهو "إيكوررا"، أو "بيت الجبل"، في سيبار، أبو حبّة الحديثة، والذي أعاد بناءه نابونيدوس، آخر ملوك الإمبراطورية البابلية الحديثة، كما ظهر أيضًا في البانثيون في أوروك ولارسا، حيث كان راعيه يُبجل أيضًا.

## تاريخ
يبدو أن بونيني نشأ كإله شمسي ثانوي قبل أن يتم استيعابه كمساعد في عبادة شاماس. يظهر لأول مرة في هذا الدور خلال العصر البابلي القديم في صلاة أكادية لكاهن عرافة إلى شمش وفي نقش لياهدون ليم من ماري . منحة الأرض التي مُنحت لمونابيتو كودورو في العصر الكيشي جعلته يتبع الإلهة آيا في قائمة الحماة الإلهيين، ومنذ أواخر العصر البرونزي فصاعدًا ظهر كوسيط في الطقوس والأوراكل الموجهة إلى شامش. يظهر تمثاله الطقسي في التبرعات من الملابس والطعام المقدمة إلى شمش في لوح إله الشمس في نابو-ابلا-إيدينا، حوالي عام 1500 قبل الميلاد. 870 قبل الميلاد، حيث يبدو أنه شكل ثالوثًا مقدسًا مع هذا الإله وزوجته آيا. كان بروزه في أواخر العصر البابلي الحديث في محيط سيبار يعني أنه كان مدرجًا في المرتبة الخامسة في قوائم جرد القرابين المقدمة للأضرحة في سيبار، مثل ضريح نبوبولاسر ونبوخذ نصر الثاني .